# Ribas de Sil

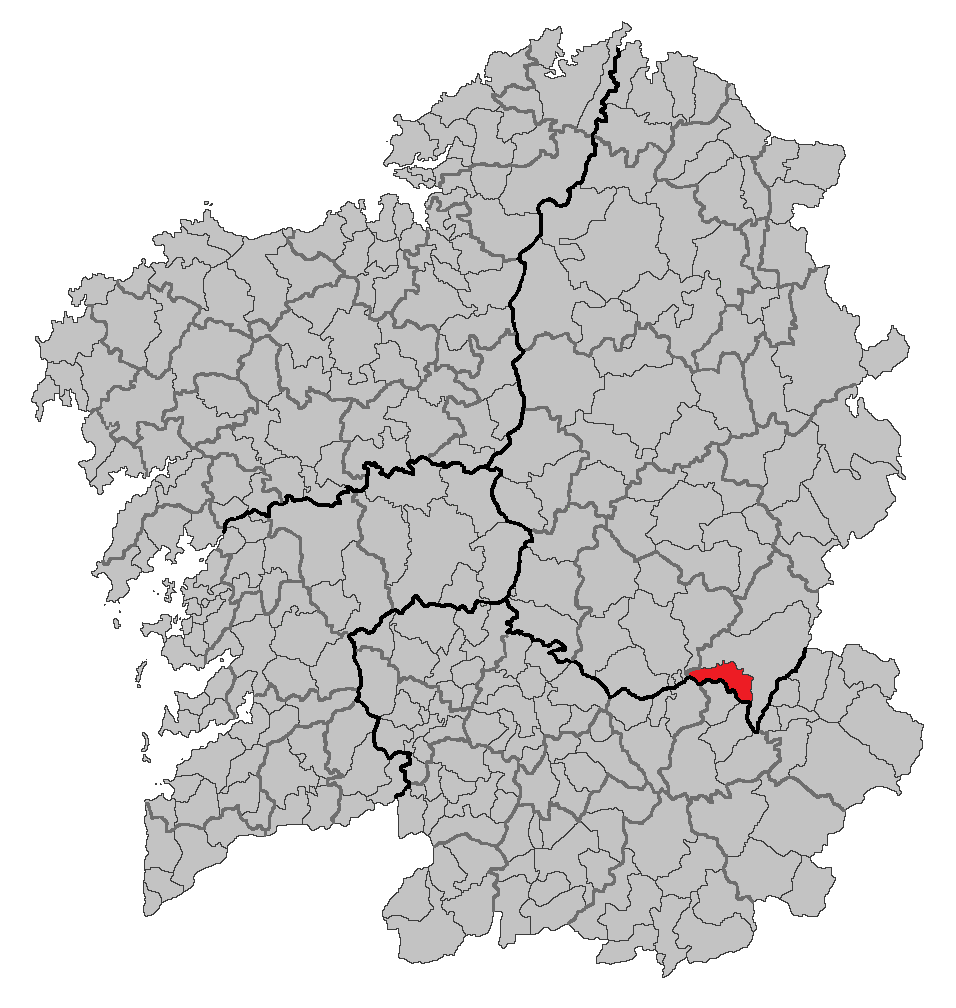
Localização de Ribas de Sil

Ribas de Sil (em espanhol, Ribas del Sil) é um município da Espanha na província de Lugo, comunidade autónoma da Galiza, com população de 1 218 habitantes (2007) e densidade populacional de 19,67 hab/km².

## Demografia
| Variação demográfica do município entre 1991 e 2004 | Variação demográfica do município entre 1991 e 2004 | Variação demográfica do município entre 1991 e 2004 | Variação demográfica do município entre 1991 e 2004 |
| --------------------------------------------------- | --------------------------------------------------- | --------------------------------------------------- | --------------------------------------------------- |
| 1991                                                | 1996                                                | 2001                                                | 2004                                                |
| 1 689                                               | 1 588                                               | 1 371                                               | 1 335                                               |